# Armando Segura Naya
Armando Segura Naya (Barcelona, 1938), es un filósofo español que fue profesor de Filosofía en la Universidad de Barcelona, y catedrático de Filosofía en la Universidad de Granada (1983-emérito desde 2009), con su larga trayectoria de enseñar Historia de la Filosofía —ha publicado más de 50 libros—, se ha especializado en la línea hegeliana, en neurofilosofía, y actualmente está estudiando los grandes temas metafísicos desde la filosofía de la ciencia actual, especialmente la matemática como verdad absoluta, con unas leyes eternas.

## Biografía y formación
Nacido en Barcelona en 1938, Estudió Filosofía y Derecho en las Universidades de Barcelona, Navarra y Complutense. Graduado en Filosofía en la Universidad de Barcelona en 1965. Ayudante de Sistemas Filosóficos en la misma Universidad (1970-1974) elaborando su tesis de licenciatura, dirigida por Pedro Cerezo Galán. Leyó esta tesis sobre el método especulativo hegeliano en 1971. La tesis doctoral versó sobre “La esencia hegeliana del fenómeno althusseriano” que fue dirigida por Emilio Lledó, y leída en 1974. Profesor adjunto en la Universidad de Barcelona (1974-1975). Su último Seminario trató de “Lecciones de la Filosofía del Derecho de Hegel”. Al año siguiente pasó a impartir cursos como agregado en la Universidad de Granada, obteniendo la Cátedra de Filosofía en la misma universidad en 1983, siguiendo su enseñanza hasta 2009, año en que fue nombrado profesor emérito.

### Primer período (1966-1973): primeros escritos
Sus primeros escritos reflejan una actividad docente y cultural, marcadamente crítica. Colaboró en la prensa de Barcelona con numerosos artículos en varios diarios de la ciudad. Estas fueron sus primeras publicaciones. Intervino en los Congresos de la Formación (1970-72). En sus Actas figuran dos extensas comunicaciones en las que concibe la educación bajo el prisma de la dialéctica.

### Segundo período (1973-1979): estudios sobre Hegel y Marx
Publicó su primer escrito académico sobre la enajenación en la "Fenomenología del Espíritu" de Hegel y el Tercer Manuscrito de Marx. La lectura de las principales obras de Hegel y Marx, fundamentan estas primeras publicaciones académicas: “El estructuralismo de Althusser” y “Marx y los neohegelianos”. A pesar de cierta afinidad de la dialéctica con su propio estilo filosófico de entonces, su paso por estos autores fue siempre distanciado y crítico. En 1977 se entrevista con Louis Althusser. Inicia su colaboración en el periódico “Ideal” de Granada.

### Tercer período (1979-1988): revisión crítica al Hegelianismo
Se realiza un cambio substancial en su pensamiento preparado desde 1977. A raíz de las Jornadas sobre Métodos ontológicos en Granada (1979) expresó en una mesa redonda, una opinión ligeramente disidente, provocando un rechazo unánime de aquella asamblea enteramente politizada. Se siente incompatible con la ideología dominante a la que, en su personal indefinición, se había acomodado hasta entonces. A partir de ese momento, elabora una crítica inmanente, contra los pensadores modernos más importantes. Publica tres libros, el más ambicioso, “Emmanuel Principia Philosophica”  donde tras una fogosa crítica a la Modernidad, inicia un ensayo metafísico de estilo aún hegeliano. La línea hegeliana, culmina con un comentario (1988) a la “Ciencia de la Lógica” de Hegel prologado por Leonardo Polo. Desde las lecturas de Lenin en sus "Cahiers Philosopjiques”, el autor confirma el sentido materialista del idealismo hegeliano.

### Cuarto período (1989-1998): revisión de la modernidad desde la antropología realista
Como resultado del giro mencionado, se contempla una incursión en el pensamiento de Tomás de Aquino (1996) concretamente, en su antropología. Había aprendido el tomismo de boca de Francisco Canals Vidal, con el que siempre mantuvo estrecha relación desde 1965 hasta su muerte.
El tema de la identidad aparece de nuevo en su trabajo: “Inteligencia y sexo. Identidad y diferencia en el matrimonio”  (1995) en un sentido más cercano a los “nouveaux philosophes français” que a Hegel: Glücksman, Henri-Lévy, Alain de Benoist. Lee diversas comunicaciones en Congresos tomistas.
Por exigencias académicas y deseando ampliar su formación personal se dedica al estudio de Kant y Heidegger. De este estudio, dependen “El pensamiento de Heidegger en el contexto del pensamiento débil” (1996) y “Círculo de Círculos”, un comentario al Prólogo de la primera edición de la Crítica de la razón pura (1998).

### Quinto período (1999-2007): Síntesis de Historia de la Filosofía
La diversidad temática del período obedece a su concepción de cómo debe exponerse la Historia de la Filosofía: Un momento primero de comprensión con el autor que deja paso a su consideración crítica.
Consciente de que su genuina aportación a la filosofía hasta el momento, era la investigación histórico-filosófica, elabora, desde 2001, una gran “Historia Universal del pensamiento filosófico” que se publica, no sin algunas vicisitudes en 2007. En aquella obra participaron 57 profesores universitarios de España. Es una oportunidad para ir desgranando, como autor de muchas de sus páginas, su propia versión de la historia de las ideas.

### Sexto período (desde 2008): metafísica, fenomenología y matemáticas
El estudio de obras de Frege, Russell y Husserl, el análisis del “Parménides” de Platón y los libros XIII-XIV de la Metafísica de Aristóteles, le impulsan a dar otro giro filosófico hacia el pensamiento lógico-matemático y a la fenomenología de Husserl. Los filósofos de la matemática y del lenguaje, las obras de Husserl y Heidegger ("Ser y Tiempo") le hacen ver la posible reintegración de las ciencias positivas y de las humanidades, teniendo en cuenta la fenomenología. El acento, sin embargo, se centra en volver a los grandes temas metafísicos desde la filosofía de la ciencia actual, especialmente, la matemática.
Su tesis es que el positivismo cientista y el Círculo de Viena, tratan de objetos físicos o lógicos sin referencia a la conciencia. La introducción del observador por Einstein, le hace pensar que el pensamiento metafísico puede volver de la mano de la matemática y la fenomenología. “Homo multidimensional” y “Neurofilosofía”, son sus últimas aportaciones y las primeras de dicha orientación. Una obra “Sobre la verdad” y otra “Origen y genealogía de las ideas”, en preparación, siguen la misma línea.

## Obras: clasificación temática

### Escritos crítico-políticos
- "Crítica al Libro Blanco y Proyecto de Ley de Educación”: Nova Terra, Barcelona, 1970.
- Artículos en la Revista Destino, El Noticiero Universal, El Correo catalán, Diario de Barcelona, Mundo Social e Ideal de Granada

### Escritos dialécticos y sobre estructuralismo
- "Balmes y la dialéctica materialista” serie de cinco artículos, publicados en la revista Destino, Barcelona, 1974.
"Balmes y la dialéctica materialista (I)", revista Destino, nº1927, 07/09/1974, pp. 30-31.
"Balmes y la dialéctica materialista (II)", revista Destino, nº1928, 14/09/1974, p. 33.
"Balmes y la dialéctica materialista (III)", revista Destino, nº1930, 28/09/1974, p. 35.
"Balmes y la dialéctica materialista (IV)", revista Destino, nº1933, 19/10/1974, pp. 46-47.
"Balmes y la dialéctica materialista (y V)", revista Destino, nº1934, 26/10/1974, pp. 46-47.
- “El escamoteo del sujeto en el ‘capitalismo metodológico’ de Althusser”, Convivium 43, Universidad de Barcelona 1974, pp. 55-73.
- "El estructuralismo de Althusser” (tesis doctoral), ed. Dirosa, Barcelona 1976.
- "Marx y los neo-hegelianos. De la dialéctica de Hegel al materialismo dialéctico", ed. Miracle, Barcelona 1976.
- “Logos y praxis. Comentario crítico a la lógica hegeliana”, Ed. Tat (impredisur), Granada 1988.

### Crítica de la Modernidad y afirmación de la identidad transcendente
- “Emmanuel.- Principia Philosophica”, ed. Encuentro, Madrid 1982.
- “Principios de filosofía de la historia”, Encuentro, Madrid 1985.
- “Pequeño Emmanuel”- Memoria de Dios”, PPU, Barcelona 1988.
- “Inteligencia y sexo” identidad y diferencia en el matrimonio. En Cruz Cruz, Juan (ed.) “Metafísica de la familia”, Eunsa, Pamplona 1995.
- “identidad y relación en Kant” los juicios sintéticos a priori como principios. Comentario a § 5 de la Einleitung de la Kr.r.V. Madrid, Revista "Pensamiento", 199 (1995), pp.43-68.

### Escritos sobre la persona y la familia
- “¿Qué significa persona?” En “Estudios sobre la “Laborem exercens”, BAC, Madrid 1987, pp. 165-184.
- "La inserción del hombre en la empresa” Facultad de Filosofía y Letras de la Universidad de Navarra, Seminario permanente Empresa-Humanismo, Pamplona 41 (1994), pp. 5-42
- “El pensamiento de Tomás de Aquino para el hombre de hoy” vol. I Lobato, A. (ed.) “El hombre en cuerpo y alma”, II, “El alma”, Edicep, Valencia 1995, pp. 339-685.
- “Las bases biológicas de la personalidad” en "Almeriensis” IV, 1, Almería 2011.
- Diversas ponencias en Congresos.

### Escritos sobre Kant y Heidegger
- “Identidad y relación en Kant”, Los juicios sintéticos a priori como principios. Comentario a § 5 de la Einleitung de la Kr.r.V., "Pensamiento" 199 (1995), Madrid pp.43-68.
- “El pensamiento de Heidegger en el contexto del pensamiento débil de Vattimo”, Universidad de Granada, 1996.
- “Círculo de círculos. A propósito del prólogo a la 1.ªed. De la “crítica de la razón pura” de Kant”, PPU, Barcelona 1998.

### Escritos sobre Historia de la Filosofía e Historia
- “Historia Universal del pensamiento filosófico”: Liber, Bilbao. 2007 (6 vols.) 24 capítulos del autor sobre:
1.	"Introducción General" a los seis Vols., Vol. I, pp. 17-79.
2.	"Introducción al pensamiento griego", Vol. I, pp. 80-119.
3.	"Introducción a la Edad Media", Vol. II, pp. 27-79.
4.	Cap. 1º.- "La esencia del Cristianismo", Vol. II,  pp. 79-115.
5.	Cap. 3º.- "La Patrística Latina", Vol. II, pp. 205-223.
6.	Cap. 6º. "San Anselmo de Cantorbery", Vol. II, pp. 295-309.
7.	Cap. 7º. "La Mística especulativa del siglo XII", Vol. II, pp. 309-315.
8.	Cap. 9º.- "El siglo XIII", Vol. II, pp. 355-365.
9.	Cap. 10º. "San Alberto Magno", Vol. II, pp. 365-371.
10.	Cap. 13º. "El nominalismo del siglo XIV después de Ockam", Vol. II, pp. 581-589.
11.	Cap. 14º.- "Mística alemana del siglo XIV", Vol. II, pp. 589-597.
12.	Cap. 17º.- "La crisis de la filosofía especulativa en el siglo XIV", Vol.  II, pp. 631-645.
13.	"Introducción al volumen III", pp. 17-89.
14.	Cap. 13º.- "Spinoza", Vol.  III, pp. 431-489.
15.	"Introducción al volumen IV", pp. 19-71.
16.	Cap. 3º.- "Romanticismo y Tradicionalismo", Vol. IV, pp. 161-179.
17.	Cap. 5º.- "El pensamiento de Hegel", Vol. IV, 191-335.
18.	Cap. 6º.- "La Izquierda hegeliana, Feuerbach, Carlos Marx", Vol. IV, pp. 335-391.
19.	Cap. 14º.- "Vitalismo: Bergson", Vol. IV, pp. 643-653.
20.	"Introducción al volumen V", pp. 21-79.
21. Cap. 6º.- "Sartre en el contexto del existencialismo". Vol. V. pp, 243-277.
22. Cap. 21º.- "Miguel de Unamuno", Vol. V, pp.  691-717.
23. Cap. 22º.- "José Ortega y Gasset", Vol. V, pp. 717-745.
24. "Introducción al volumen VI: Posmodernidad", pp. 13-75.
- “Ser y poder. Los fundamentos del laicismo moderno en Spinoza”, ed. Universitaria, Granada 2009.
- “Principios de filosofía de la historia”, Encuentro, Madrid 1985.
- “Notas para una historia de la filosofía universitaria española de los últimos 25 años” Universidad de Sevilla, Thémata 10 (1992) pp. 589-618.
- “Las Ciencias históricas en busca de objeto” en Memoria y Civilización.- Anuario de Historia; vol. 15, pp.449-463, Pamplona, 2012.

### Estudios de fundamentación, jurídica, moral y biomédica
- "Fundamentos antropológicos de la deontología” en “Ética de las profesiones jurídicas. Fundamentos de deontología”, vol i, 291-308; 2003 UCAM Murcia
- “Ética judicial, Fundamentos éticos de la deontología jurídica”  Consejo General del poder judicial, Escuela judicial, 2004.
- “Fundamentos antropológicos de la ciencia médica” en Bobenrieth N. (coord.) “¿Cómo se escribe ciencia?”, Escuela Andaluza de Salud Pública (EASP) Granada, 2012.
- Enrique Hernández-Montes, Luisa María Gil-Martín, Armando Segura-Naya, “A new experience: the course of ethics in engineering in the department of civil engineering, University of Granada.
- Id. “The necessary limits to temptation: the turnkey project. Towards
- Journal article: Science and Engineering Ethics (impact factor: 0.91). 09/2009; doi: 10.1007/s11948-009-9156-z USA.
- “Las connotaciones morales de la acción terrorista” Universidad de Granada” 2013.

### Escritos sobre metafísica
- “La transcendencia” en García González J.A. (ed.): “Autotranscendimiento” pp. 57-71; Universidad de Málaga.
- “La noción de “causa sui desde una perspectiva transcendental”, Pamplona, XXV reuniones filosóficas. Universidad de Navarra vol. II (1991) pp. 1553-1577.
- “Ontología de la revolución”, Madrid, Verbo, serie XXVIII 275-276 (1989) pp. 665-682.
- “Historia del ser en el pensamiento occidental”, Pamplona, Anuario filosófico, XIX/2 (1986) pp. 87-121.

### Escritos sobre fe y razón
- “Presencia y muerte de Dios en el siglo XXI” en “Relativismo y convivencia, paradigma cultural de nuestro tiempo”, cátedra de ciencias sociales morales y políticas UCAM, Murcia 2006.
- “Fe y racionalidad”, en "Communio", jul.-sept. 1999, pp. 325-340.
- "Las razones de nuestra esperanza” Ponencia publicada en “Jesucristo, esperanza fiable”, Madrid, "X Congreso católicos en la vida pública”, Actas del congreso vol. II, pp. 111ss.

### Hacia una fenomenología de la matemática: el Hombre, la Verdad y Dios
- “Neurofilosofía”, Every view, Madrid 2011.
- "Homo multidimensional”, Comares, Granada 2012.
"Verdad. Una investigación en marcha", Edicep, Valencia, 2015
"Enoción e Idea, Origen y genealogía de las Ideas": Edicep, Valencia, 2016.